# Analog computer
En analog computer eller analog regnemaskine er en computer, hvor de værdier, der skal regnes på, repræsenteres ved en kontinuert fysisk størrelse, f.eks. en elektrisk spænding, et hydraulisk tryk eller en drejning af en aksel, der kan varieres kontinuert (inden for visse grænser), i modsætning til en digital computer, hvor værdierne repræsenteres som diskrete tal, grundlæggende som værdierne 0 og 1 (eller 0 til 9 for decimale computere) samlet til større tal. En analog computer kan være elektronisk såvel som mekanisk. Det er også muligt at have en analog computer med enkelte digitale komponenter, eller en analog computer forbundet med en digital computer.
Et simpelt eksempel på en analog regnemaskine er en regnestok, hvor talstørrelser repræsenteres som afstande på pinde, der kan forskydes indbyrdes. Derimod er en kugleramme, en abacus eller en mekanisk regnemaskine ikke analoge regnemaskiner, idet tal her repræsenteres ved tællelige, diskrete enheder (perler, kugler, sten, antal tænder), altså digitalt.
De enkle analoge computere blev hurtigt gjort forældede af udviklingen af digitale computere og elektroniske analoge computere i løbet af 1950'erne, selv om nogle maskiner stadig fandt anvendelse til specielle formål.
Analoge elektroniske computere viste sig særdeles velegnede til simulationer i forhold til digitale computere. De var hurtigere, idet de i høj grad arbejdede parallelt. Da de arbejder kontinuert, kan man også undgå nogle af de fejl, der introduceres i mange simulationer, når f.eks. tiden sker i diskrete trin. Til gengæld var aflæsningsnøjagtigheden mindre, 3-4 cifre. Og det var ikke altid, at en gentagen kørsel af den samme opgave, gav det samme resultat.

## Historisk
Forløberne for de analoge computere er mekaniske hjælpemidler til beregninger. Et eksempel er sydviseren, der blev udviklet i Kina. Dette apparat, der var monteret på en vogn, var modsat et kompas ikke baseret på magnetisme, men på hjul, der registrerede de drejninger, som vognen foretog, således at viseren hele tiden pegede mod syd – i teorien.
Antikythera-mekanismen var et meget kompliceret apparat med mange tandhjul, der kunne vise planeternes bevægelser og månens faser, samt forudsige mulige solformørkelser. Den er dateret til omkring år 100 f.kr. og blev fundet i et skibsvrag. Mekanismens kompleksitet blev ikke gentaget i de næste ca. 1000 år.
Grækerne og araberne udviklede flere apparater til at beregne ens position ud fra himmellegemers placering på himlen. Her kan nævnes astrolaben og forskellige former for planetmaskiner og forbedringer af astrolaben.
Inden for artilleriet havde man simple mekaniske hjælpemidler til at indstille kanonerne. Tilsvarende mekanismer blev udviklet til brug for landmåling og navigation.
Udviklingen af regnestokken omkring 1620-1630 var en følge af opfindelsen af logaritmer. Regnestokken gør multiplikation og division meget enklere og hurtigere end med papir og pen alene. Regnestokken blev udviklet til også at levere kvadrater, kvadratrødder, kuber og kubikrødder og trigonometriske funktioner.
Planimeteret er en maskine, der kan opmåle arealet af en figur ved at følge figurens omrids med en stift.
I 1872 opfandt sir William Thomson en maskine, der kunne forudsige tidevandet, en stor hjælp for søfarten.
Senere blev der konstrueret maskiner til differentialanalyser. De fungerer ved at hjul bevæger sig hen over en roterende kegle. Princippet er simpelt, men en praktisk konstruktion, der kunne få kraftoverførslen til at ske effektivt og nøjagtigt, viste sig vanskelig, idet hjulene ikke må glide.
Udviklingen af store krigsskibe med langtrækkende kanoner førte til udvikling af meget komplicerede maskiner, der kunne beregne den rigtige indstilling af kanonerne, samtidig med at der blev taget højde for de mange variable forhold.
De tidlige udgaver af autopiloter var også mekaniske eller mekanisk-elektriske maskiner.

## Eksempler på analoge computere
De bombesigter, der blev anvendt på bombefly før i tiden, var mekaniske, analoge computere, der ud fra parametre som flyets højde over jorden og flyets fart kunne angive det bedste tidspunkt at kaste bomberne.
Ligeledes anvendtes mekaniske, analoge computere til ildledelsesberegninger på krigsskibe og på landjorden (også til antiluftskyts, et sådant apparat kaldes en kanonkorrektør). En sådan computer skulle beregne kanonernes indstilling ud fra målets bevægelse, og den tid projektilerne ville være i luften. Ildledelsescomputere kunne være overordentligt komplicerede maskiner, der skulle følge eget skibs bevægelser, målets bevægelser og afstand, ladning, granatens vægt, temperatur, vind, lufttryk, corioliskraft, og slid på kanonerne. Beregningen blev løbende korrigeret, idet en udkig skulle iagttage nedslagene i forhold til målet. Denne opgave kompliceredes, når røg dækkede for målet eller når flere skibe skød mod samme mål.
Beregning af den bedste indstilling for torpedoer afskudt fra u-både skete også med analoge maskiner. En sådan torpedocomputer kunne også overføre indstillinger for fart, kurs og dybde til torpedoerne, mens de lå i udskydningsapparaterne (torpedorørene).
Under udviklingen af radiorør, har man af og til haft fordel af at kunne analysere et påtænkt design som en model baseret på en gummimembran. Pinde presset mod membranen nedefra, repræsenterede negativt ladede elektroder (højden svarede til spændingen). Positive elektroder blev repræsenteret af pinde presset mod membranen oppefra. Ved at hælde stålkugler ud ved ”katoden”, ville kuglernes bevægelse over membranen demonstrere rørets funktion.
Man kan meget nemt bestemme den korteste vej mellem to knuder i et netværk, hvis man laver en model af netværket som sammenknyttede stykker snor, og tager fat i de to relevante knuder. Til gengæld tager det meget lang tid at fremstille snoremodellen.

## Eletroniske analoge computere
Konstruktionen af en mekanisk analog computer med de mange udvekslinger, aksler, kamskiver og andre mekaniske komponenter er meget kompliceret, og det er ikke nemt at ændre systemet. Maskinen fungerer kun til den ene opgave, den er designet til. Derimod kan en elektronisk analog computer, hvor startværdierne repræsenteres som spændinger over variable spændingsdelere (potentiometre), komponenterne kan kobles sammen ved ledninger i koblingstavler eller paneler med kontakter, operationsforstærkere kan ”regne” på mellemresultaterne, inden resultatet kan vises på et måleinstrument, f.eks. en plotter, meget nemmere kobles om til en anden opgave eller til en variation af den samme opgave. Sådanne maskiner blev brugt i rumfarten til f.eks. at simulere et rumfartøjs opførsel under re-entry. Man havde reelt skabt en flysimulator for rumskibet.
Sådanne maskiner blev benyttet til utallige opgaver, konstruktion af elnettet, økonomiske modeller, simulering eller direkte styring af industrielle anlæg og til visse tidlige flysimulatorer.
Små maskiner kunne nemt demonstrere mange af principperne ved analoge regnemaskiner i undervisningen, som den her viste.
Senere fandt man på at koble digitale computere sammen med analoge computere, sådan at den digitale computer sætter startværdierne op, og løbende aflæser resultaterne gennem en AD-konverter, der omsætter en kontinuert spænding til et digitalt tal. På den måde kan et meget stort antal kørsler gennemføres fuldkommen systematisk og automatisk. Denne teknik blev benyttet under udviklingen af den amerikanske rumfærge, den europæiske Ariane-raket og under udviklingen af adskillige flytyper.
Også til den danskudviklede GIER-computer fandtes en analog regnemaskine.

## Kuriøse analoge regnemaskiner
I den mere kuriøse ende kan nævnes spaghettisorteringen og folkevognssorteringen. Hvis et antal tal skal sorteres, skærer man spaghettistykker til, så længden svarer til hvert tal. Derpå samler man hele bundtet i sin hånd, og banker forsigtigt bundtet mod et bord med løs hånd. Man tager nu det længste stykke spaghetti fra, måler dets længde og skriver det tal, som længden svarer til, ned. Så tager man det stykke, der nu er det længste, og fortsætter til man er færdig.
Folkevognssorteringen er baseret på samme princip, blot forestiller man sig her et større antal ens folkevogne med tomme tanke. Tallene, der skal sorteres, oversættes nu til et afmålt kvantum benzin, der fyldes på hver bil, mens samme tal skrives på bilen. Derefter får alle biler lov til at køre ud over en slette med samme fart. Deres placering efterhånden som de løber tør og går i stå, er resultatet af sorteringen.
Metoderne er naturligvis kun teoretiske eksempler for at illustrere principperne i analoge beregninger.